# Gorno Ǵouǵantsé
Gorno Ǵouǵantsé (en macédonien Горно Ѓуѓанци) est un village du centre de la Macédoine du Nord, situé dans la municipalité de Sveti Nikolé. Le village comptait 3 habitants en 2002.

## Démographie
Lors du recensement de 2002, le village comptait :
- Macédoniens : 3